# Генрик Бірецькі
Генрік Бірецькі (уроджений — Герц Біренбаум) (пол. Henryk Birecki; 16 березня 1916 — ????) — польський дипломат. Постійний представник Польщі при Організації Об'єднаних Націй у Нью-Йорку (1951—1956).

## Життєпис
Народився у 1916 році.
З 1 січня 1949 по 31 серпня 1968 рр. на дипломатичній роботі в Міністерстві закордонних справ Польщі;
З 26 листопада 1959 по 26 жовтня 1961 рр. був членом Комітету Польської об'єднаної робітничої партії Міністерства закордонних справ Польщі;
З 1 січня 1949 по 30 листопада 1949 рр. другий, перший секретар посольства Польщі в Парижі;
З 15 березня 1950 по 30 березня 1951 рр. директор Дипломатичного протоколу Міністерства закордонних справ;
З 1 липня 1951 по 30 вересня 1956 р. Постійний представник Польщі при Організації Об'єднаних Націй у Нью-Йорку. Обирався другим віцепрезидентом П'ятнадцятої сесії Економічної та Соціальної Ради Організації Об'єднаних Націй у Нью-Йорку з 31 березня по 28 квітня 1953 р.;
З 1 жовтня 1956 по 4 грудня 1959 рр. був директором Другого департаменту (країни Західної Європи) Міністерства закордонних справ Польщі;
З 5 грудня 1959 по 31 серпня 1968 рр. директор Департаменту культурного та наукового співробітництва Міністерства закордонних справ Польщі, він був членом Колегії МЗС, радником міністра Адама Рапацького.
У 1968 році залишив Польщу і разом з Адамом Рапацьким виїхав до Франції.